# 무성 치 파열음
무성 치 파열음(無聲齒破裂音)은 자음의 하나로 이에서 조음되는 무성 파열음이다.